# 第二次鲍道内阁
第二次鲍道内阁是1921年7月初至1922年1月之间的大蒙古国内阁。

## 沿革
1921年4月16日，蒙古临时人民政府总理丹巴·恰格达尔扎布被免职，外交部长道格索姆·鲍道出任总理兼外交部长。
1921年7月初，苏联红军、远东共和国及蒙古军队占领了库伦，蒙古革命成功，蒙古人民党组建政府，鲍道继续担任总理。1921年7月10日，各部部长任命。1921年7月11日，新政府成立。鲍道于1922年1月7日被因所谓“健康原因”而免去政府内的全部职务。1922年3月，索德诺木·达木丁巴扎尔接任总理。

## 组成
- 总理：道格索姆·鲍道
- 外交部部长：道格索姆·鲍道
- 内务部部长：彭朝克道尔吉
- 财政部部长：索林·丹增
- 司法部部长：马克思尔扎布
- 军事部部长：达木丁·苏赫巴托尔[2]